# Russula atroglauca

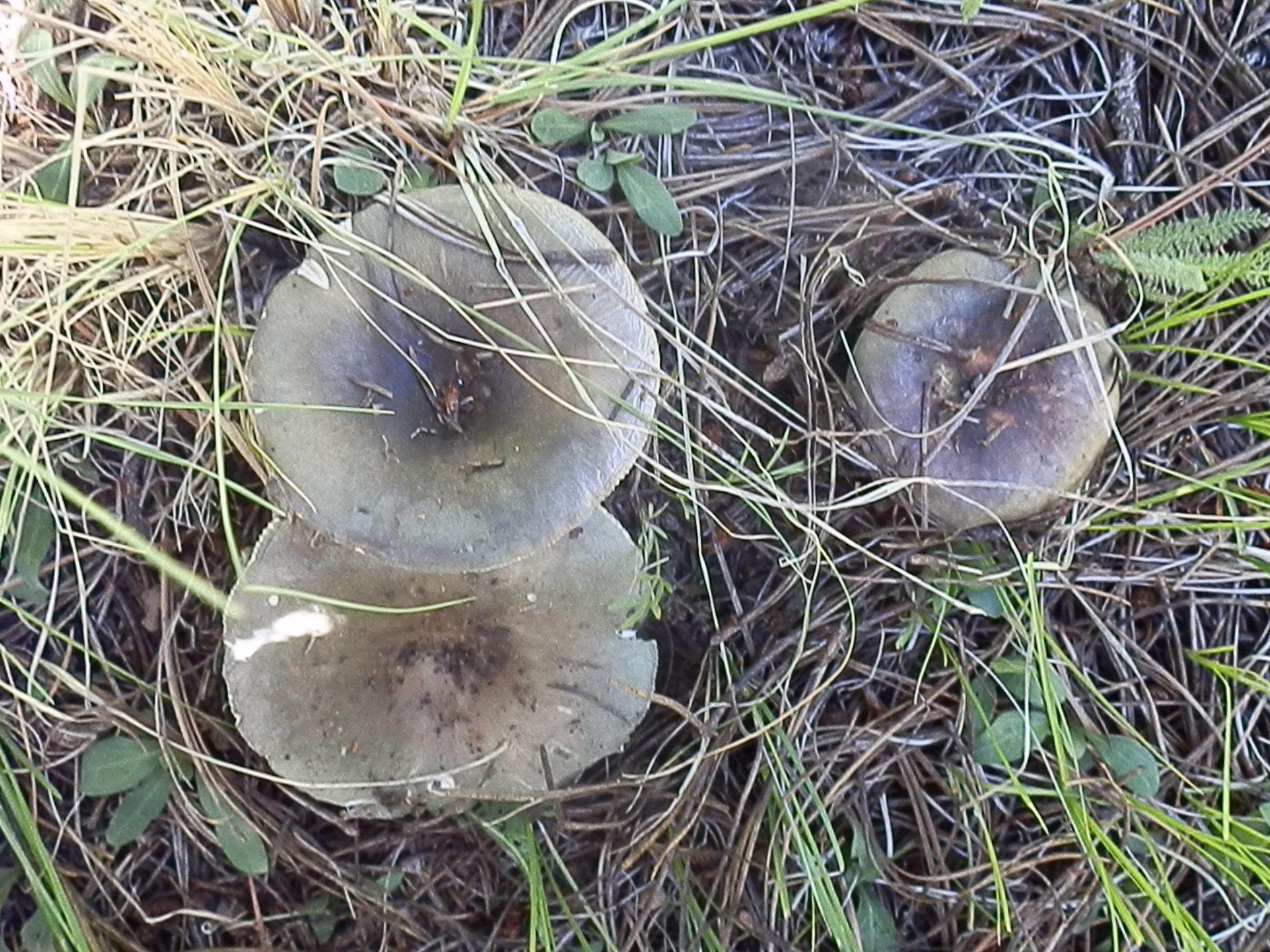

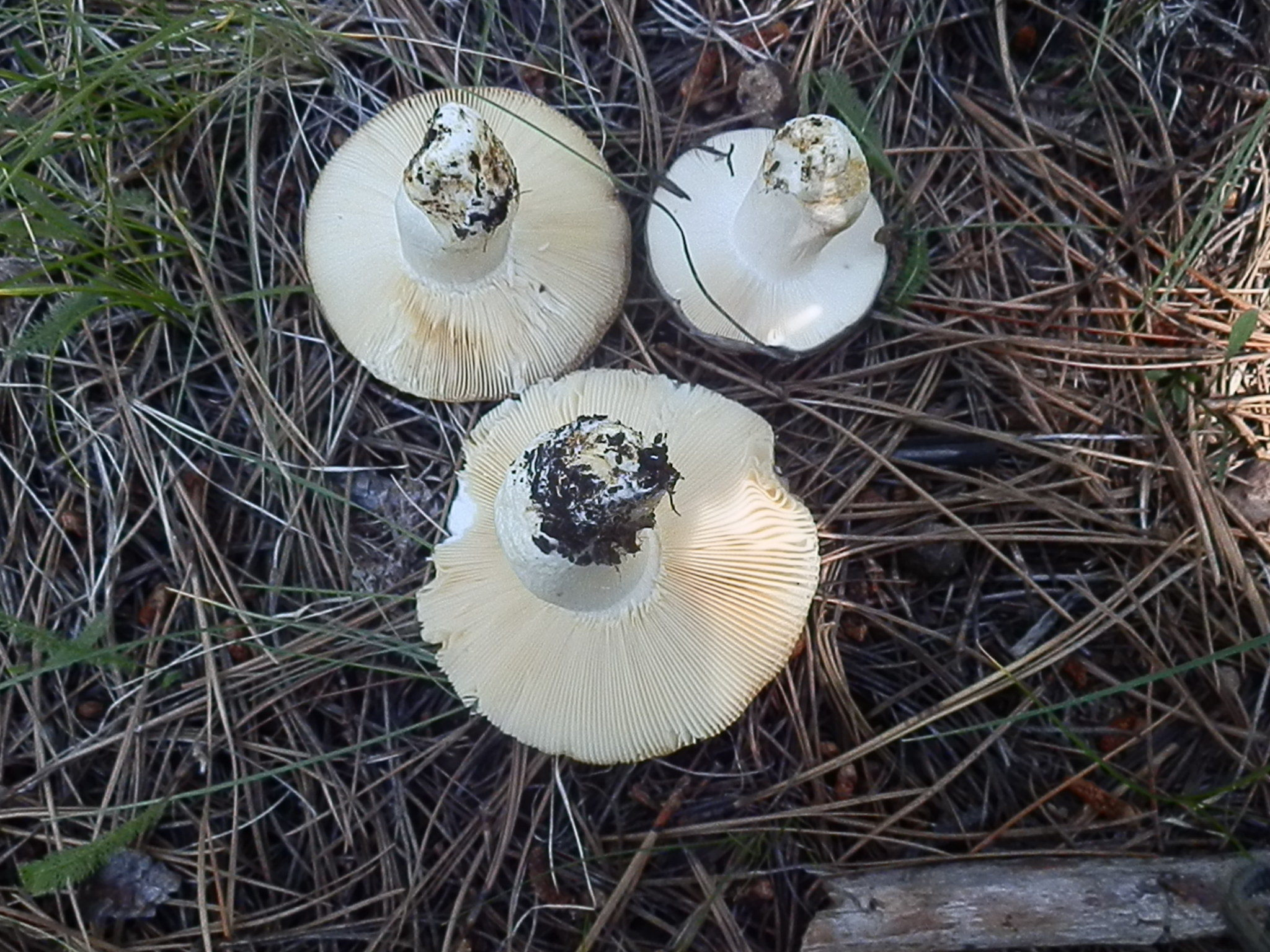

Russula atroglauca Einhell. – gatunek grzybów należący do rodziny gołąbkowatych (Russulaceae).

## Systematyka i nazewnictwo
Pozycja w klasyfikacji według Index Fungorum: Russula, Russulaceae, Russulales, Incertae sedis, Agaricomycetes, Agaricomycotina, Basidiomycota, Fungi.
Po raz pierwszy opisał go w 1980 r. Alfred E. Einhellinger w Niemczech i nadana przez niego nazwa naukowa jest aktualna.

## Morfologia
Kapelusz
Średnica 3,5– 7 cm, kształt początkowo wypukły, później płaskowypukły, na koniec mniej lub bardziej wklęsły. Brzeg lekko i bardzo krótko prążkowany. Powierzchnia aksamitna, na brzegu nieco zmarszczona, ciemnoszara, jasna, u starszych okazów na środku kleista.
Blaszki
Średnio gęste, czasami nieco zbiegające, o szerokości do 6 mm, nieco brzuchate, bladokremowe
Trzon
Wysokość 3–6,5 cm, grubość 0,9–1,5 cm, niemal walcowaty, ku nasadzie nieco pogrubiony, początkowo pełny, ale szybko staje się komorowaty. Powierzchnia gładka, biała, lub lekko żółtawa, u nasady często czerwono nakrapiana.
Miąższ
Biały, prawie bez zapachu, lekko słodkawy. W FeSO4 zmienia barwę.
Cechy mikroskopowe
Podstawki 30–40 × 8–10 µm. Bazydiospory 6,5–8,5 (9) × 5–7 µm, jasno lub średnio kremowe, z wydatnymi kolczastymi brodawkami o wysokości do 1 µm, częściowo pojedyncze, częściowo krystaliczne, czasem półsiateczkowate, z małym hilum nad wyrostkiem wnęki. Cystydy 55–105 × 6–13 µm, wrzecionowate, często z przydatkami. Skórka z dużymi lub bardzo dużymi włoskami, niektóre tępe, cylindryczne, inne zwężające się ku górze, z krótkimi wyrostkami. Liczne dermatocystydy, w sulfopiperonalu czerniejące, duże, 22–50 × 6–10 µm, z obfitym ziarnistym pigmentem.
Gatunki podobne
Makroskopowo podobne są gołąbek chmurny (Russula parazurea), Russula anatina i gołąbek zielonawofioletowy (Russula cyanoxantha).

## Występowanie i siedlisko
Występuje w Ameryce Północnej, Europie i Azji. Najwięcej stanowisk podano w Europie, zwłaszcza na Półwyspie Skandynawskim. Brak go w opracowanym w 2003 r. przez Władysława Wojewodę wykazie wielkoowocnikowych grzybów podstawkowych Polski, po raz pierwszy jego stanowiska podano w 2019 r.
Naziemny grzyb mykoryzowy występujący w lasach brzozowych.